# 理科室殺人事件
『理科室殺人事件』（りかしつさつじんじけん）は、高階良子による日本の漫画作品。
『なかよしデラックス』（講談社）にて1984年7月号から1984年8月号まで連載された

## 書誌情報
- 理科室殺人事件 初版発行 1985年3月6日 第1刷発行 ISBN 4-06-108493-3
  - 円の中の殺人事件（11月号・12月号）